# Rückholz
Rückholz là một đô thị ở Ostallgäu bang Bayern thuộc nước Đức.